# Eucereon pagina
Eucereon pagina là một loài bướm đêm thuộc phân họ Arctiinae, họ Erebidae.